# 石川貞通
石川 貞通（いしかわ さだみち）は、安土桃山時代の武将、大名。茶人。諱は家清とも。

## 略歴
由緒によると越後上杉氏の家臣であった石川氏で、沼垂郡石川邑より起こった一族で、先祖には石川覚道がいる。このため名前が似ている石川備前守貞清らとは血縁になく、全く無関係であるという。
前歴は明らかではないが、天正年間の中国戦役の頃に羽柴秀吉に仕え、各地を歴戦した。
天正12年（1584年）の小牧の役に従軍。同17年（1589年）、毛利高政と共に山城の検地奉行を務めて、その功で山城内で100石加増された。同18年（1590年）、小田原の陣では田中和泉守と下野小山城に駐屯した。同19年（1591年）、丹波国天田郡伊東村・前田村・今村で併せて2,021石加増される。
文禄元年（1592年）、文禄の役で肥前名護屋城に駐屯。同3年（1594年）、伏見城普請を分担。慶長3年（1598年）の秀吉の死に際して遺物守光の刀を受領した。
慶長4年（1599年）3月6日には、古田織部、金森可重、小堀遠州（政一）などの武士、津田宗凡などの堺・京の町衆たち30人と吉野で花見を催した。
慶長4か5年（1599年、1600年）頃に、山城国および丹波天田郡において1万2,000石を領した。同5年の関ヶ原の戦いでは、西軍に与し、7月に大坂口を守備、その後小野木重勝の指揮下で丹波国田辺城攻めに従軍した。このため戦後に改易となり、翌年9月に盛岡藩主南部利直に預けられ、子孫は南部家の家臣となり、藩士として存続した。没年不詳。